# Parampuira
Parampuira (en francès Parempuyre) és un municipi francès situat al departament de la Gironda i a la regió de la Nova Aquitània.

## Demografia
| 1962                                       | 1968  | 1975  | 1982  | 1990  | 1999  | 2007  |
| ------------------------------------------ | ----- | ----- | ----- | ----- | ----- | ----- |
| 1.166                                      | 1.670 | 2.148 | 3.541 | 5.481 | 6.613 | 7.324 |
| Des de 1962: població sense dobles comptes |       |       |       |       |       |       |

## Administració
| Període   | Identitat            | Partit |
| --------- | -------------------- | ------ |
| 2001-2008 | Christian Benaben    | PS     |
| 2008-     | Béatrice De François | PS     |